# Марковцы (Узденский район)
Марковцы (бел. Ма́ркаўцы) — деревня в Узденском районе Минской области Беларуси. В составе Озерского сельсовета.

## География
Ближайшие населённые пункты Мякоты, Суковцы, Томашевичи и др.

## Население

### Численность
- 2019 год — 50 человек

### Динамика
- 2009 год — 36 человек (перепись населения)[2]
- 2019 год — 50 человек (перепись населения)

## Улицы
- Центральная
- Придорожная
- Радужная